# Ophioplocus
Ophioplocus is een geslacht van slangsterren uit de familie Ophiolepididae. De wetenschappelijke naam van het geslacht werd in 1862 voorgesteld door Theodore Lyman. Bij publicatie van de nieuwe naam merkte Lyman op dat Ophiolepis imbricata Müller & Troschel, 1842 zonder twijfel in dit geslacht thuishoorde, en als type beschouwd mocht worden. De enige soort die hij er zelf in de protoloog aan toevoegde, Ophioplocus tesselatus, werd later gesynonimiseerd met de typesoort.

## Soorten
- Ophioplocus declinans (Koehler, 1904)
- Ophioplocus esmarki Lyman, 1874
- Ophioplocus giganteus Irimura & Yoshino, 1999
- Ophioplocus hancocki Ziesenhenne, 1935
- Ophioplocus imbricatus (Müller & Troschel, 1842)
- Ophioplocus januarii (Lütken, 1856)
- Ophioplocus japonicus H.L. Clark, 1911